# رودخانه بیک (مولداوی)
رودخانه بیک (مولداوی) (به انگلیسی: Bîc River) رودخانه‌ای است که در مولداوی جریان دارد.